# Орг
Орг (фр. Orge) је река у Француској. Дуга је 53 km. Улива се у Сену. 